# Лисогірська сільська рада (Дунаєвецький район)
Лисогі́рська сільська́ ра́да — адміністративно-територіальна одиниця та орган місцевого самоврядування в Дунаєвецькому районі Хмельницької області. Адміністративний центр — село Лисогірка.

## Загальні відомості
Лисогірська сільська рада утворена в 1976 році.
- Територія ради: 21,86 км²
- Населення ради: 519 осіб (станом на 2001 рік)

## Населені пункти
Сільській раді підпорядковані населені пункти:
- с. Лисогірка

## Склад ради
Рада складається з 12 депутатів та голови.
- Голова ради: Швець Анатолій Васильович
- Секретар ради: Банасюкевич Олена Олександрівна

### Керівний склад попередніх скликань
| Прізвище, ім'я, по батькові | Основні відомості                                                               | Дата обрання | Дата звільнення |
| --------------------------- | ------------------------------------------------------------------------------- | ------------ | --------------- |
| Швець Анатолій Васильович   | Сільський голова, 1950 року народження, освіта середня спеціальна, безпартійний | 26.03.2006   | 31.10.2010      |
| Швець Анатолій Васильович   | Сільський голова, 1950 року народження, освіта середня спеціальна, безпартійний | 31.10.2010   |                 |

Примітка: таблиця складена за даними сайту Верховної Ради України

### Депутати
За результатами місцевих виборів 2010 року депутатами ради стали:

#### За суб'єктами висування
| Суб'єкт висування           | Кількість обраних депутатів | %    |
| --------------------------- | --------------------------- | ---- |
| Самовисування               | 11                          | 91,7 |
| Партія «Демократичний Союз» | 1                           | 8,3  |

#### За округами
| № округу                    | Прізвище, ім'я, по батькові     | Дата визнання обраним | Освіта             | Партійна приналежність           | Відомості про обраного депутата                       |
| --------------------------- | ------------------------------- | --------------------- | ------------------ | -------------------------------- | ----------------------------------------------------- |
| Партія «Демократичний Союз» |                                 |                       |                    |                                  |                                                       |
| 10                          | Гуцал Катерина Василівна        | 02.11.2010            | середня спеціальна | член Партії «Демократичний Союз» | Відділення зв'язку, завідувачка                       |
| Самовисування               |                                 |                       |                    |                                  |                                                       |
| 1                           | Кушнір Олександр Васильович     | 02.11.2010            | середня            | позапартійний                    | тимчасово не працює                                   |
| 2                           | Кушні Віталій Васильович        | 02.11.2010            | середня            | позапартійний                    | тимчасово не працює                                   |
| 3                           | Винник Галина Василівна         | 02.11.2010            | середня спеціальна | позапартійна                     | Лисогірськасільськарада, рахівник-касир               |
| 4                           | Кухта Лілія Петрівна            | 02.11.2010            | середня            | позапартійна                     | тимчасово не працює                                   |
| 5                           | Гуцал Володимир Васильович      | 02.11.2010            | середня            | позапартійний                    | тимчасово не працює                                   |
| 6                           | Татарин Катерина Миколаївна     | 02.11.2010            | середня спеціальна | позапартійна                     | Лисогірськабібліотека-будинок, завідувачка бібліотеки |
| 7                           | Бонасюкевич Валентина Іванівна  | 02.11.2010            | середня            | позапартійна                     | ДП «Балин», продавець                                 |
| 8                           | Швець Євгенія Миколаївна        | 02.11.2010            | середня спеціальна | позапартійна                     | Лисогірська сільська рада, головний бухгалтер         |
| 9                           | Банасюкевич Олена Олександрівна | 02.11.2010            | середня спеціальна | позапартійна                     | Лисогірська сільська рада, секретар                   |
| 11                          | Журавель Василь Федорович       | 02.11.2010            | середня спеціальна | позапартійний                    | пенсіонер                                             |
| 12                          | Татарин Володимир Степанович    | 02.11.2010            | вища               | позапартійний                    | пенсіонер                                             |